# ويكيبيديا والغزو الروسي لأوكرانيا

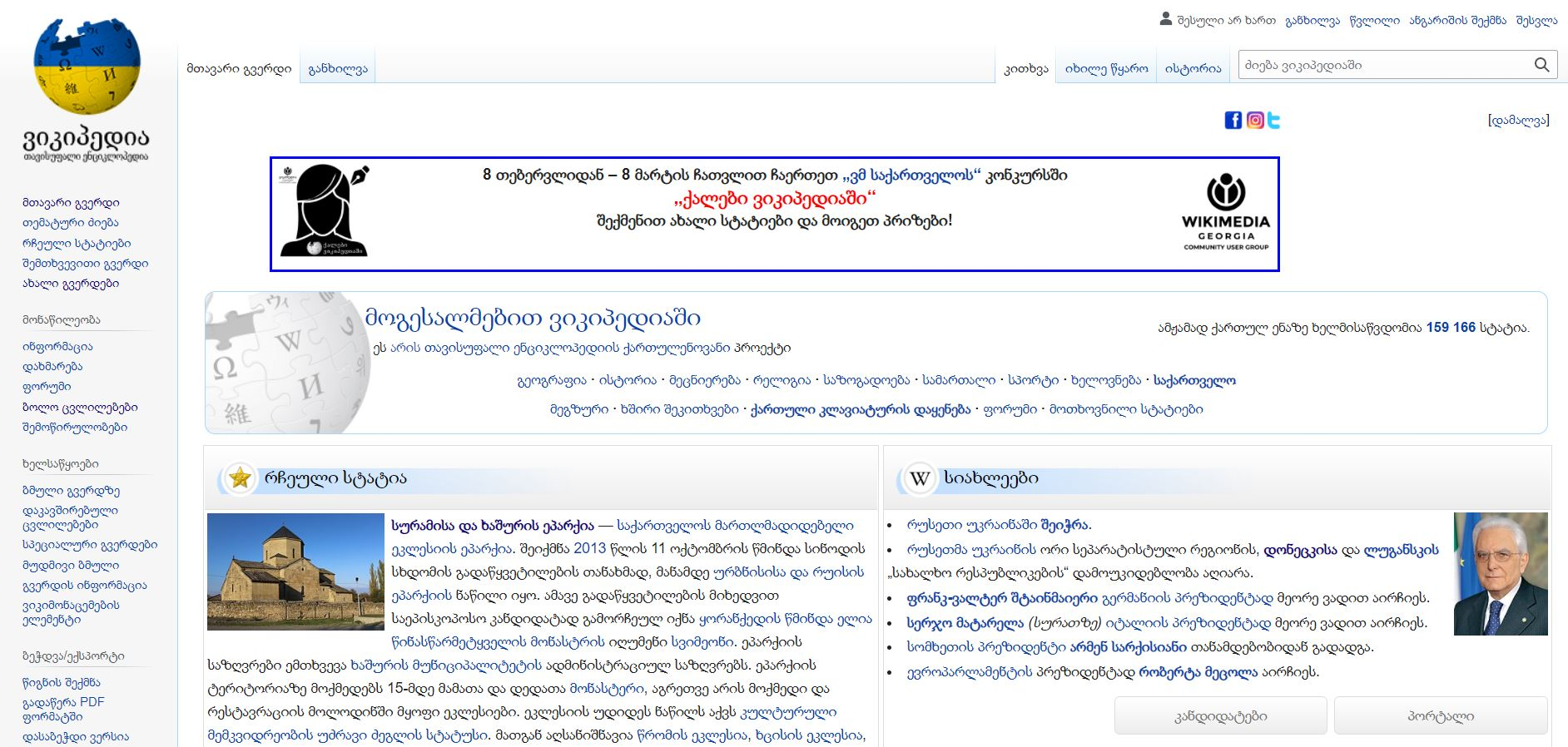
لقطة شاشة للصفحة الرئيسية لويكيبيديا الجورجية تعرض شعارها بألوان العلم الأوكراني في فبراير 2022م

ويكيبيديا والغزو الروسي لأوكرانيا- تم تغطية الغزو الروسي لأوكرانيا على نطاق واسع في ويكيبيديا من خلال العديد من اللغات. تتضمن هذه التغطية مقالات حول الغزو نفسه، وما يرتبط به، وتحديثات للمقالات الموجودة مسبقًا، لأخذ الغزو بعين الاعتبار. وقد حظيت تغطية ويكيبيديا ومشاريع ويكيميديا الأخرى للصراع - وكيف حقق مجتمع التحرير التطوعي هذه التغطية - باهتمام إعلامي وحكومي كبير.

## تاريخ
في الأول من مارس عام 2022م، وبعد أسبوع واحد من شن روسيا غزوها لأوكرانيا، أعلنت النسخة الروسية من الموسوعة الإلكترونية ويكيبيديا أن هيئة تنظيم الإعلام التابعة للحكومة الروسية "الدائرة الاتحادية لرقابة الاتصالات وتقنية المعلومات والإعلام" هددت بمنع الوصول إلى ويكيبيديا في البلاد. واستشهدت الحكومة الروسية بـ "معلومات موزعة بشكل غير قانوني" موجودة في مقالة ويكيبيديا الروسية حول الغزو، بما في ذلك الخسائر الروسية ومعاملة المدنيين الأوكرانيين. ارتفعت عمليات التنزيل المحلية لموسوعة ويكيبيديا الروسية للاستخدام دون اتصال بالإنترنت من كيويكس Kiwix بنسبة تزيد عن 4000% بعد بداية الغزو وسط مخاوف من الحظر الروسي، كما تم إجراء أكثر من 105000 عملية تنزيل خلال النصف الأول من شهر مارس.
في بيلاروسيا، تم القبض على محرر ويكيبيديا الروسية مارك برنشتاين، واعتقاله، بعد الكشف عن هويته الشخصية فيما يتعلق بتحريره وكتابته عن الغزو.
في 16 مارس 2022م، نشرت الوكالة الروسية للمعلومات القانونية والقضائية ( وكالة أنباء أسستها وكالة ريا نوفوستي، والمحكمة الدستورية لروسيا، والمحكمة العليا لروسيا، ومحكمة التحكيم العليا في روسيا في عام 2009م) مقابلة مع ألكسندر مالكفيتشAlexander Malkevich، نائب رئيس لجنة تطوير مجتمع المعلومات ووسائل الإعلام والاتصالات الجماهيرية في الغرفة المدنية في الاتحاد الروسي. قال مالكفيتش، خلال هذه المقابلة: أن ويكيبيديا (سواء الروسية أم غيرها) أصبحت "رأس جسر للحرب الإعلامية ضد روسيا". كما ذكر أن وكالات إنفاذ القانون الروسية، حددت هوية 13 شخصًا كانوا يقومون "بتحرير سياسي" لمقالات ويكيبيديا، بالإضافة إلى حوالي 30 ألف مدون "يشاركون في حرب معلوماتية ضد روسيا".
وبحسب صحيفة نوفايا جازيتا الروسية، فإن الكيانات الموالية للكرملين المرتبطة بيفغيني بريغوزين تشارك بنشاط في ملاحقة "منسقي الهجوم المعلوماتي على روسيا"، بما في ذلك محررو ويكيبيديا. وذكرت صحيفة نوفايا جازيتا أيضًا، أن موظفي هيئة الاتصالات الخاصة في روسيا (وهي قسم من هيئة الحماية الفيدرالية) يحاولون نشر الدعاية المؤيدة للكرملين، وذلك من خلال تحرير مقالات ويكيبيديا.
في 31 مارس 2022م، طلبت هيئة الرقابة على الاتصالات الروسية من يكيبيديا إزالة أي معلومات تتعلق بالغزو، والتي من شأنها أن "تضلل" الروس، وإلا فقد تواجه غرامة تصل إلى 4 ملايين روبل (حوالي 49000 دولار أو 47000 دولار). وفي يونيو 2022م، استأنفت مؤسسة ويكيميديا الغرامة، بحجة أن الأشخاص في روسيا لديهم الحق في الوصول إلى المعرفة حول الغزو.
وفي أبريل 2022م، وجدت دراسة أجرتها "EU vs Disinfo" أن أربعة منافذ إخبارية مضللة مؤيدة لروسيا تمت الإشارة إليها في 625 مقالة على ويكيبيديا على الأقل. معظم هذه المراجع كانت في ويكيبيديا الروسية (136 مقالة)، ويكيبيديا العربية (70 مقالة)، ويكيبيديا الإسبانية (52 مقالة)، ويكيبيديا البرتغالية (45 مقالة)، ويكيبيديا الفيتنامية (32 مقالة). وقد قامت ويكيبيديا الإنجليزية بإزالة معظم الإشارات إلى هذه المنافذ.
وفي شهري أبريل، ومايوعام 2022م، أدرجت السلطات الروسية العديد من مقالات ويكيبيديا على قائمة المواقع المحظورة. وتضمنت القائمة المقالات الغزو الروسي لأوكرانيا 2022، والفاشية الروسية،  والعديد من المقالات في ويكيبيديا الروسية المخصصة للعمل العسكري، وجرائم الحرب خلال الحرب الروسية الأوكرانية،  وقسمين من المقالة الروسية عن فلاديمير بوتين.
في مايو 2022م، تم تغريم مؤسسة ويكيميديا بمبلغ 5 ملايين روبل؛ بسبب مقالات حول الغزو الروسي لأوكرانيا. وادعت روسيا أنها اكتشفت 16.6 مليون رسالة تنشر "أخبارًا كاذبة" حول الغزو، على منصات، بما في ذلك ويكيبيديا. استأنفت مؤسسة ويكيميديا الحكم في يونيو، مشيرة إلى أن "المعلومات المعنية تستند إلى حقائق، وتم التحقق منها من قبل متطوعين يقومون بتحرير المقالات وتحسينها على الموقع بشكل مستمر؛ وبالتالي فإن إزالتها تشكل انتهاكًا لحقوق الناس في حرية التعبير، والوصول إلى المعرفة".
في 20 يوليو 2022م، وبسبب رفض ويكيبيديا إزالة المقالات المتعلقة بالحرب الروسية الأوكرانية من على صفحاتها، وجهت هيئة الرقابة على الاتصالات الروسية محركات البحث بوضع علامة على ويكيبيديا باعتبارها منتهكة للقوانين الروسية.
وفي 1 نوفمبر 2022م، فرضت محكمة روسية غرامة قدرها 2 مليون روبل على مؤسسة ويكيميديا؛ لعدم حذفها لمقالتين على ويكيبيديا الروسية.
وفي 28 فبراير 2023م، تم تغريم مؤسسة ويكيميديا بمبلغ 2مليون روبل، من قبل محكمة موسكو؛ بسبب عدم حذف المقالات حول لواءين من الجيش الروسي، ونشر معلومات غير موثوقة حول نشاط الجيش الروسي في خاركيف وليسيتشانسك وماريوبول أثناء الغزو. وفي 6 أبريل 2023م، غرّمت المحكمة نفسها المؤسسة 800 ألف روبل؛ لعدم حذف كلمات العديد من أغاني إحدى فرق الروك، والتي تم تضمينها في القائمة الفيدرالية للمواد المتطرفة. وفي 13 أبريل 2023م، غرمت نفس المحكمة المؤسسة 2مليون روبل؛ بسبب عدم حذف مقال باللغة الروسية حول الاحتلال الروسي لمنطقة زاباروجيا.

## ردود من ويكيبيديا

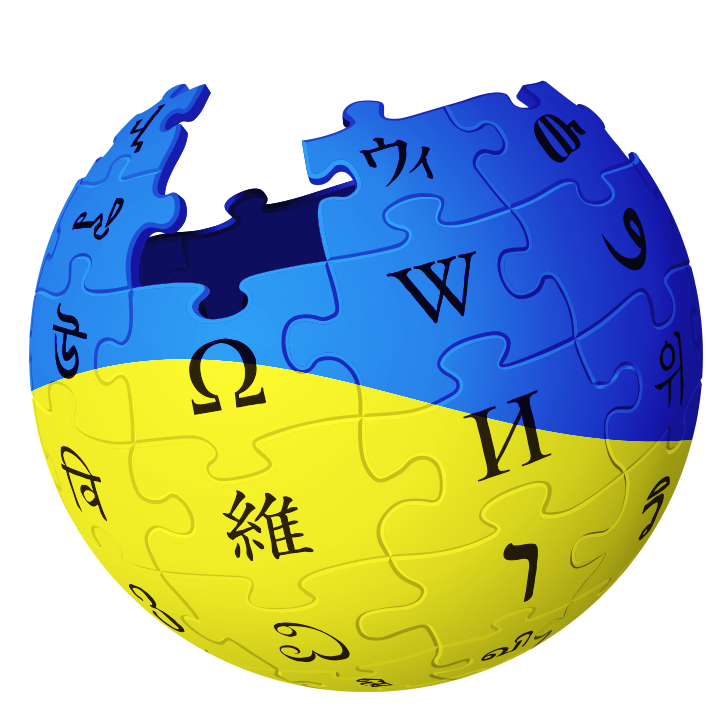

قامت ويكيبيديا الجورجية، والأوكرانية بتغيير شعاراتها؛ من أجل أن تعكس اللون الأزرق والذهبي لعلم أوكرانيا.
وأصدرت مؤسسة ويكيميديا بيانًا في 1 مارس 2022م، دعت من خلاله إلى "الاستمرار في الوصول إلى المعرفة الحرة والمفتوحة" و"التوصل إلى حل فوري وسلمي للصراع".

## قراءة إضافية
- dsc (2 Mar 2022). "Russland droht Wikipedia mit Sperre – wenn weiter über Kriegsopfer informiert wird" [Russia threatens to block Wikipedia - if they continue to inform about the casualties of the war]. watson (de) (بSwiss High German). Zürich, Switzerland: FixxPunkt AG. Archived from the original on 2024-12-03. Retrieved 2022-03-20.
- Wojnarski, Pascal; lha (3 Mar 2022). "Informationskrieg: Russland will Wikipedia sperren" [Information war: Russia wants to block Wikipedia]. News. netzwoche (de) (بSwiss High German). Zürich, Switzerland: Netzmedien AG. Archived from the original on 2024-09-12. Retrieved 2022-03-20.
- "Russia demands Wikipedia remove 'misinformation' on Ukraine invasion". Jerusalem Post. 1 أبريل 2022. اطلع عليه بتاريخ 2022-04-01.
- The Kremlin Is Using Ruwiki to Promote Disinformation and War Propaganda. Foreign Policy. 2024-10-04. Retrieved 2024-12-22